# 美溪乡
美溪乡，是中华人民共和国安徽省黄山市黟县下辖的一个乡镇级行政单位。

## 行政区划
美溪乡下辖以下地区：
美坑村、兰湖村、庙林村和黄姑村。

## 中国传统村落
2013年8月，美坑村被评为第二批中国传统村落。